# Joseph Arthur Ankrah
Joseph Arthur Ankrah(18 de agosto de 1915 - 25 de noviembre de 1992) fue el primer comandante militar (teniente-general) del ejército de Ghana y, entre el 24 de febrero de 1966 y el 2 de abril de 1969, ejerció como jefe de Estado. Llegó al poder en el marco del golpe de Estado de 1966 y se retiró al ser reemplazado por el también miltiar, Akwasi Amankwaa Afrifa, quien dirigiría el país hasta 1970.
| Predecesor: Kwame Nkrumah | Jefe de Estado de la República de Ghana (Consejo de Liberación Nacional) 1966 - 1969 | Sucesor: Akwasi Amankwaa Afrifa |